# Skierri – dvärgbjörkarnas land
Skierri – dvärgbjörkarnas land är en finländsk-svensk naturfilm från 1982 i regi av Markku Lehmuskallio.
Filmen skildrar människorna som lever och har sin försörjning i den nordligaste delen av finska Lappland inte långt från Treriksröset. Filmen skildrar även kollisionen mellan två kulturer, den samiska och den finska, mellan samisk sedvanerätt och tradition och finsk lagstiftning. Skierri är samiska och betyder dvärgbjörk.
Lehmuskallio belönades med Guldantennen 1984 för sina insatser i filmen.

## Rollista
- Jouni S. Labba – Nils Nilsen Nila (Niila)
- Eeva-Maija Haukinen – Niilas hustru
- Jukka Häyrinen – länsman
- Mauri Vakkilainen – Kai Wikman
- Eija Ojanen – länsmannens hustru
- Jouni Antti Labba – Jouni
- Jouni Labba – Gammel-Niila
- Marja Labba – Marja Ahku
- Elli Mannela – souvenirförsäljare
- Kalle Mannela – Kalle

### Fotnoter
1. 1 2  läs online, Internet Movie Database , läst: 8 april 2016.[källa från Wikidata]
2. ↑  Elonet, läs online, läst: 17 februari 2022.[källa från Wikidata]
3. 1 2 3  ”Skierri – dvärgbjörkarnas land”. Svensk Filmdatabas. http://sfi.se/sv/svensk-filmdatabas/Item/?itemid=6698&type=MOVIE&iv=Basic&ref=/templates/SwedishFilmSearchResult.aspx?id%3d1225%26epslanguage%3dsv%26searchword%3dSkierri+-+dv%C3%A4rgbj%C3%B6rkarnas+land%26type%3dMovieTitle%26match%3dBegin%26page%3d1%26prom%3dFalse. Läst 16 maj 2013.